# Centlivre (cràter)
Centlivre és un cràter d'impacte en el planeta Venus de 28,8 km de diàmetre. Porta el nom de Susanna Centlivre (c 1667-1723) actriu britànica, i el seu nom va ser aprovat per la Unió Astronòmica Internacional el 1994.